# Tharra transversa
Tharra transversa är en insektsart som beskrevs av Nielson 1975. Tharra transversa ingår i släktet Tharra och familjen dvärgstritar. Inga underarter finns listade i Catalogue of Life.